# الحوت (كوكبة)
كوكبة الحوت (باللاتينية: Pisces)
 هي كوكبة تظهر في سماء النصف الشمالي للكرة السماوية، وفي الفترة الممتدة بين شهري تشرين الأول وكانون الأول.
من المجرات التي يمكن مشاهدتها في كوكبة الحوت: مسييه 74 أو NGC 628 .
وأما نجوم كوكبة الحوت: الرشاء (نجم) (ألفا الحوت) ، وفم السمكة (نجم)، و نجم "أوميكرون الحوت" ( نجم سيبتنتريوناليس).

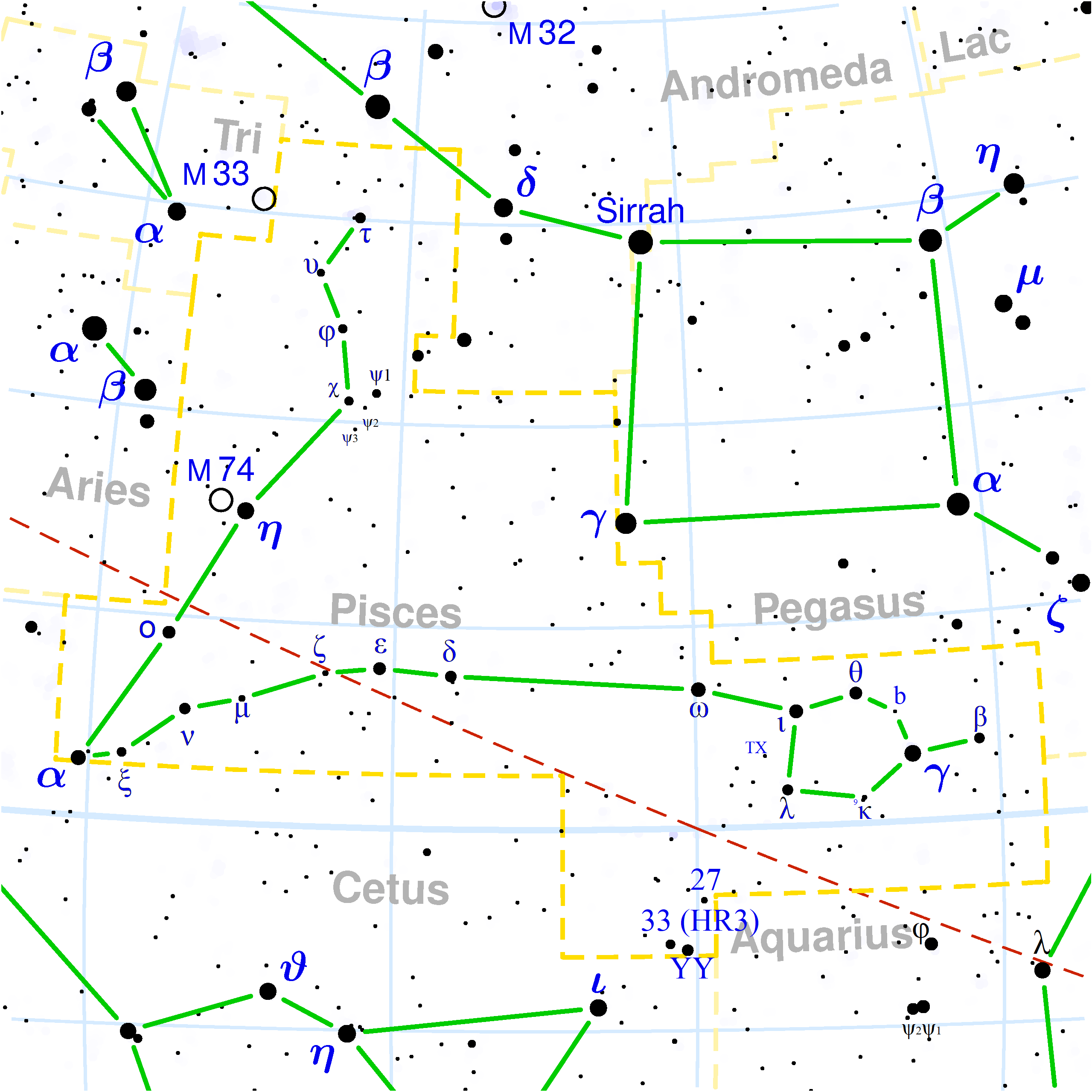
توضيح كوكبة الحوت وتقع عليه مجرة مسييه 74 (M74).
كما تجد نجم بيتا الحوت في الجزء الأسفل إلى اليمين (عليه العلامة β).

## اقرأ أيضا
- فم الحوت
- برج الحوت